# Kaiserkrone (Berg)
Die Kaiserkrone ist ein stark abgeschliffener und zerklüfteter Rest eines Tafelberges, der sich gemeinsam mit dem Zirkelstein über der Ebenheit von Schöna, unmittelbar an dessen Ortsrand im Elbsandsteingebirge in Sachsen erhebt.
Durch erweiterte Felsklüfte sind drei einzelne, besteigbare Felsen, die drei Zacken der Krone entstanden, die der großbankigen Sandsteinstufe c3 des Oberturon angehören. An der Genese bzw. Zerstörung des 350,8 m ü. NN hohen Felsplateaus ist auch der Mensch durch seine Anwesenheit beteiligt gewesen. Am südlichen Felsen sind zwei Löwen von unbekannten Künstlern herausgemeißelt worden.
Anfang des 19. Jahrhunderts war die Kaiserkrone noch unter Namen wie Kahlstein, Zahnstein oder Kronenberg bekannt. Noch ältere Bezeichnungen sind Galitzstein (Ende des 16. Jahrhunderts), Golzenstein (Ende des 18. Jahrhunderts) und Gollstein (Anfang des 19. Jahrhunderts).
Am südlichen Fuß der Kaiserkrone befinden sich mehrere Sandsteinfelsen von charakteristischer Gestalt, die man im Skizzenbuch von Caspar David Friedrich wiederfand, die er bei einem Besuch auf der Kaiserkrone zeichnete und später in seinem Gemälde „Der Wanderer über dem Nebelmeer“ als Untergrund für den Wanderer verwendete.

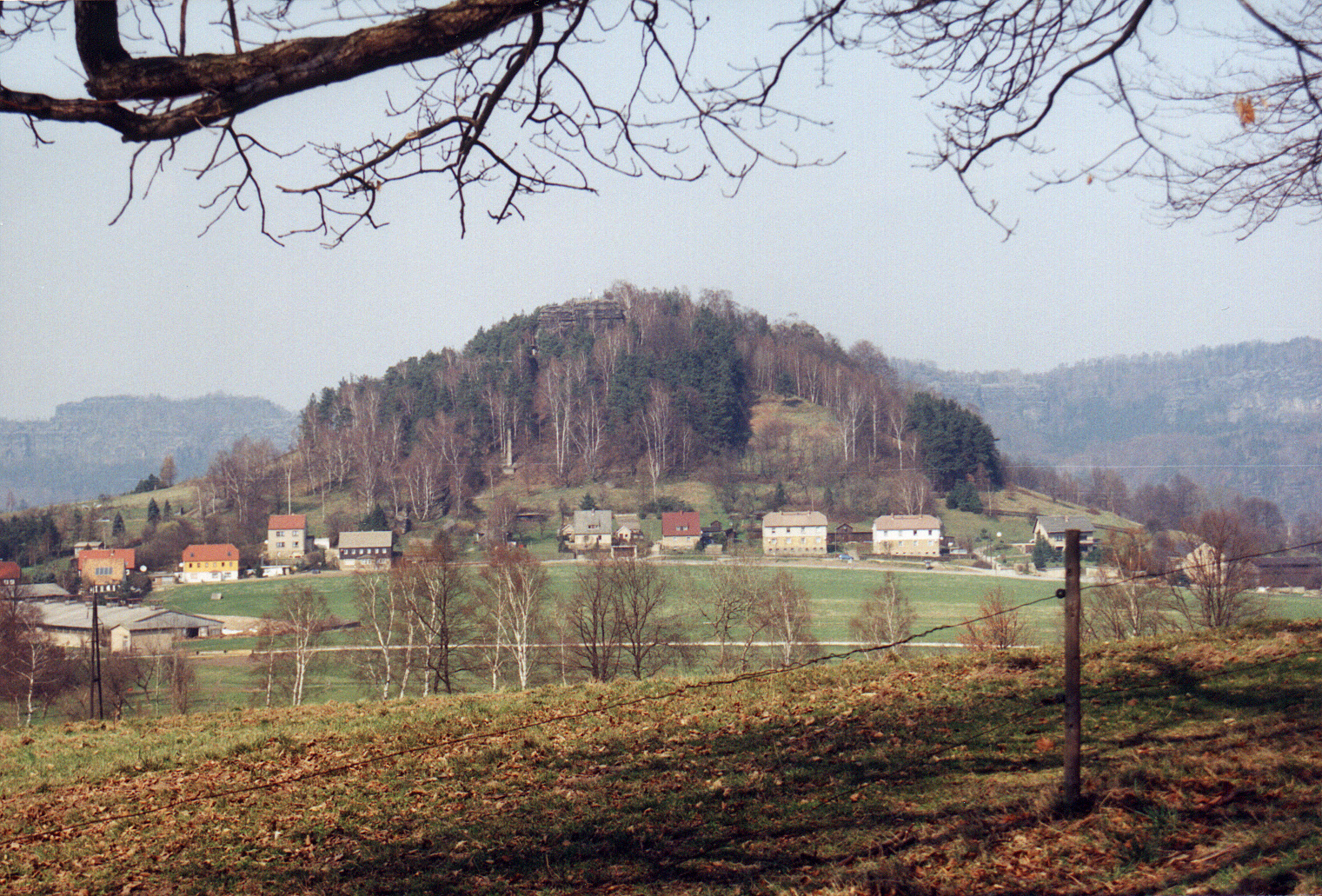
Kaiserkrone vom Fuß des Zirkelsteins gesehen
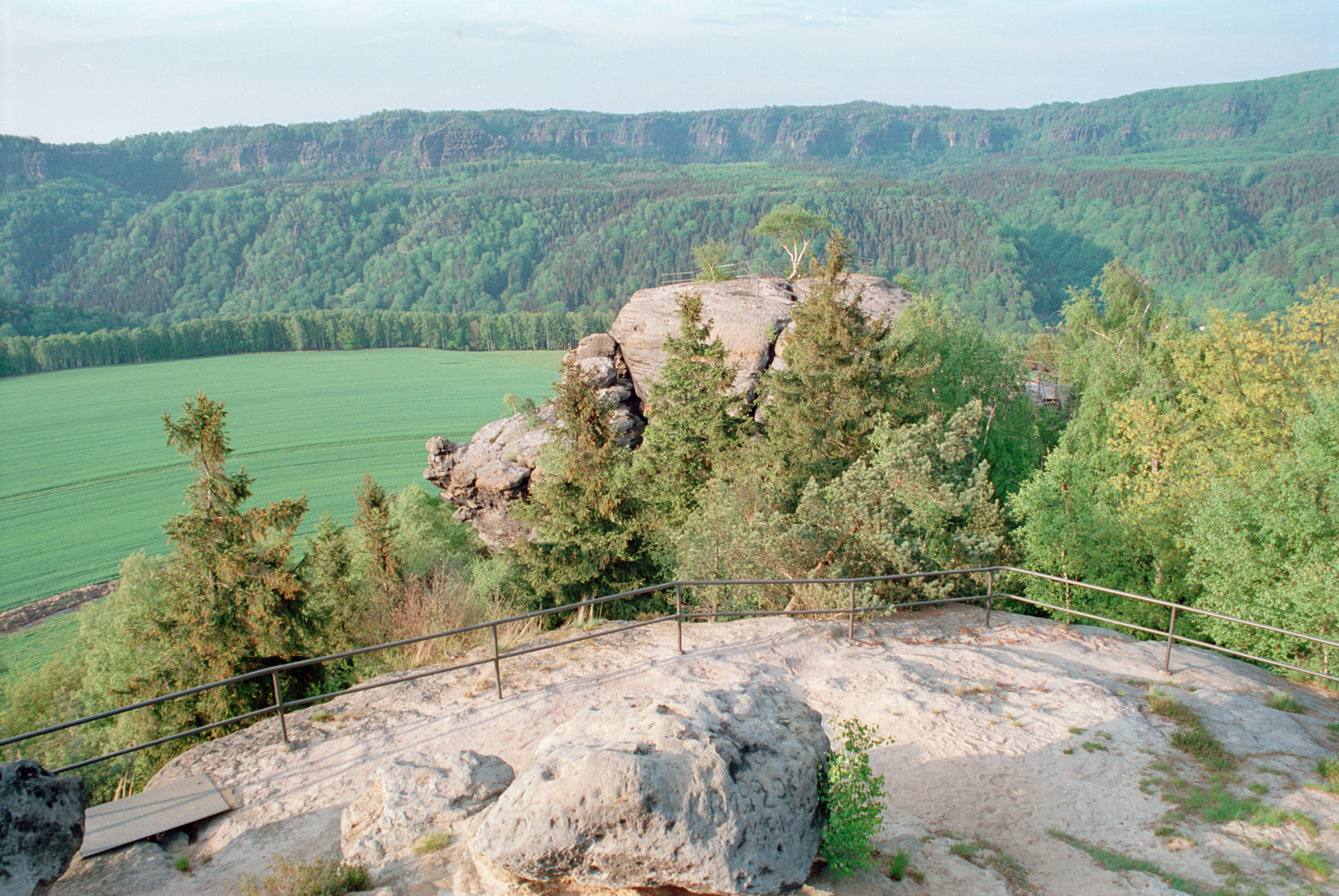
Blick vom Gipfel in Richtung Elbe
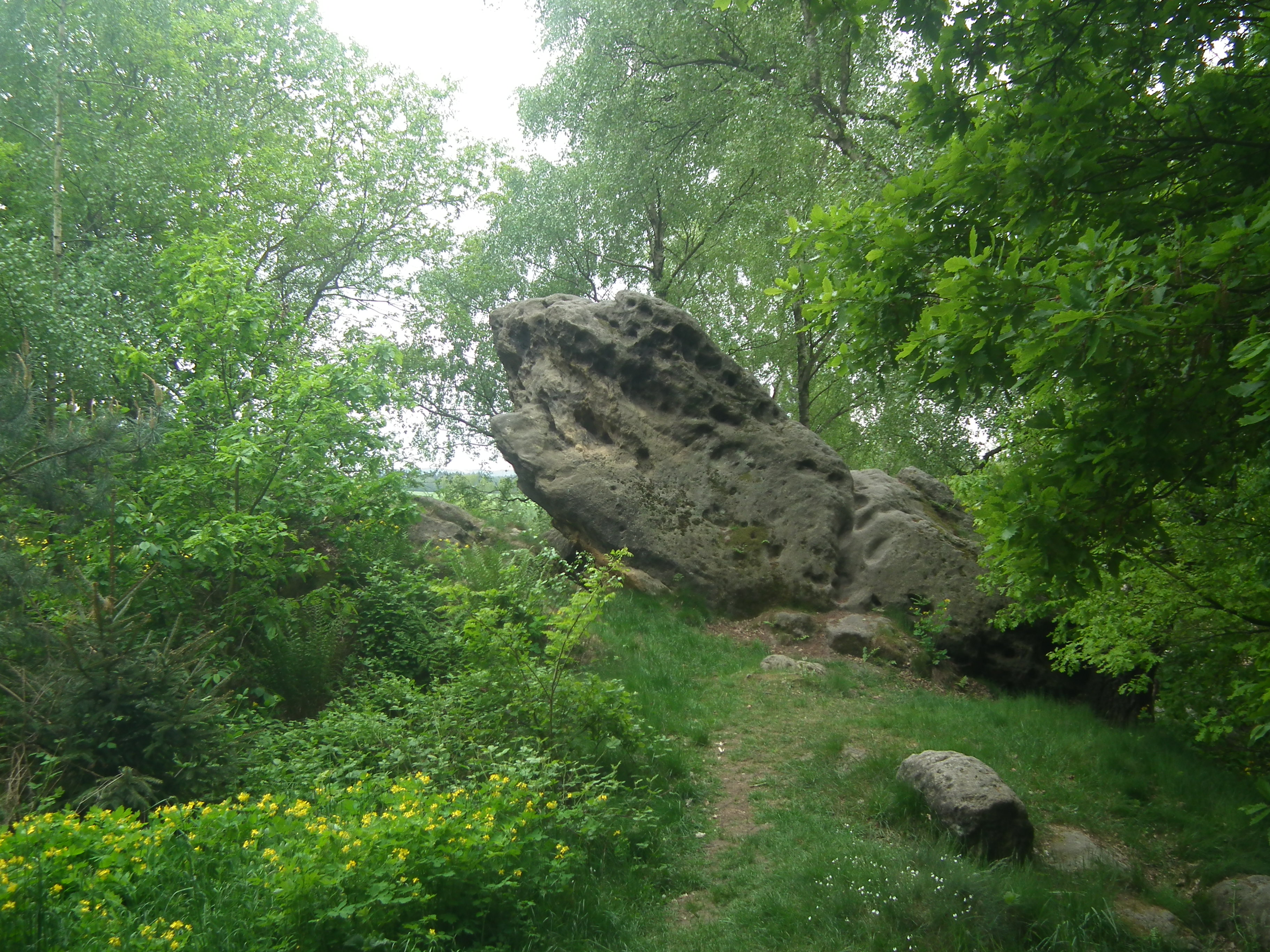
Felsengruppe am Aufstieg, die als Vorlage für das Postament des Wanderers im berühmten Gemälde Der Wanderer über dem Nebelmeer diente
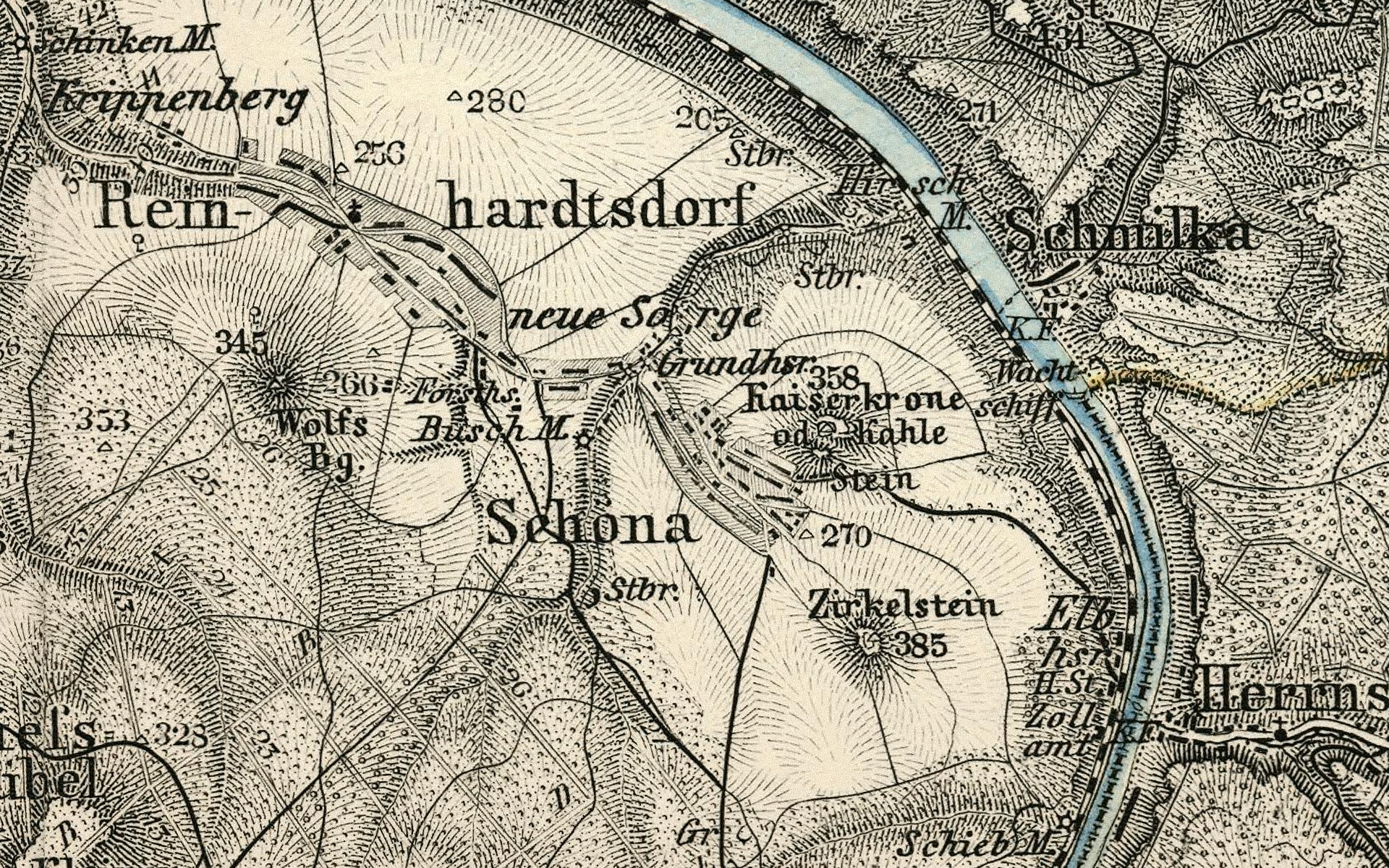
Karte von 1893 mit der Bezeichnung „Kahle Stein“